# Charles Duchaussois
Charles Duchaussois (27 de enero de 1940 - 27 de febrero de 1991) fue un escritor francés, conocido por su novela autobiográfica Flash ou le Grand Voyage.

## Biografía
Charles comenzó a su periplo trabajando en el cultivo de hachís , luego fue traficante de armas, hasta que llegó a Estambul y comenzó a ser un propio consumidor de hachís. Más adelante, se vio envuelto en el consumo de más drogas, lo que le generó una fuerte adicción a estas. 
Recorrió todo Asia y vivió grandes aventuras junto con su adicción a las drogas. Luego de un montón de traspiés, logró llegar a Katmandú, sitio que describe maravillosamente en su libro. 
A causa de su adicción a la droga, el francés llegó a bajar de peso y decaer mucho en su estado nutricional, llegando a pesar tan solo 40 kilogramos. Producto de esto dejó la ciudad de Katmandú y se inmersó en las montañas del Himalaya, como describe en su libro para "morir allí". Debido a que ya presentaba fuertes adicciones a los inyectables como la metedrina y la heroína. 
Más adelante se recuperó escribiendo un libro llamado Flash, donde narra la trágica experiencia de la droga y relata su vida, sus experiencias y sus viajes, y tiene como objetivo generar conciencia sobre lo que es verdaderamente la droga. El libro fue publicado en Argentina por Emecé en 1972. Posteriormente, Charles dio conferencias sobre drogadicción y colaboró en las granjas, ayudando a personas que sufrían de este problema.
Charles no había podido dejar aún la droga, pero la consumía en dosis mucho menores que las anteriores. Todavía no olvidaba sus viajes hacia Katmandú y su estadía en Nepal por lo espectacular del lugar.
Después de Flash, hasta noviembre de 1970, luchó contra la adicción a las drogas, ayudado por Jocelyne, una francesa que conoció en Katmandú. Charles y Jocelyne no pudieron escapar del mundo de las drogas, llegando al punto de hacer «trabajillos», asaltando farmacias de París, volviéndose locos y desintoxicándose luego. A principios de 1971 se trasladó a Suiza, a La Chaux de Fonds. El 3 de noviembre de 1971 nació su hijo Krishna-Romain. Le puso ese nombre en honor de un joven sirviente que Charles tenía en Katmandú y un amigo de Charles que se estableció en Kuwait. A principios de 1972, Charles quiso volver a viajar (a América del Sur), pero Jocelyne quería una vida estable para estar con Krishna-Romain.
Charles la dejó para ir a vivir en París. Se volvió a casar en 1974 con Christiane y tuvieron una hija: V. Se separaron en 1977. A finales de 1978 ocurrió una tragedia: Charles fue encarcelado por homicidio. Divorciado en 1983, conoció a Fernanda y se volvió a casar por tercera vez en la región de París. La pareja se divorció en 1986.
Charles Duchaussois murió de cáncer de pulmón el 27 de febrero de 1991 en el hospital de Saint-Michel de París.
El señor Monsieur S., director de la funeraria, lo reconoció y ordenó que fuera enterrado en el cementerio de intermunicipal Valenton. Descansa en una tumba sin nombre, con sus dos hermanos a su lado.